# Arnold Meyer (Architekt, 1877)
Arnold Meyer (* 29. Juli 1877 in Muttenz; † 27. März 1959 in Pratteln) war ein Schweizer Politiker (FDP) und Architekt.

## Leben
Arnold Meyer wurde am 29. Juli 1877 als Sohn des Wirts Arnold und der Emilie (geborene Ramstein) in Muttenz geboren.
Meyer war von 1911 bis 1920 Gemeinderat in Pratteln. Daneben fungierte er als Landrat für die FDP in den Jahren 1911 bis 1938, von 1923 bis 1924 als Präsident. Zwischen 1932 und 1935 vertrat er den Kanton im Nationalrat. Des Weiteren war er Mitglied vieler Kommissionen. Darüber hinaus war er Schatzungsbaumeister der Basellandschaftlichen Gebäudeversicherung.
Meyer baute unter anderem die Kantonalbank in Liestal und leitete dort von 1928 bis 1931 den Umbau der Pfrundanstalt. Ein Hauptwerk ist die Heil- und Pflegeanstalt Hasenbühl in Liestal, vollendet 1933.
Meyer, der zweimal verheiratet war, starb am 27. März 1959 in Pratteln.